# Ri Myong-jun
Ri Myong-jun ((리명준?, 李明俊?); Pyongyang, 16 agosto 1990) è un calciatore nordcoreano, attaccante del Sobaeksu Sports Club.

## Carriera

### Club
Ha giocato nella prima divisione nordcoreana, in quella lettone ed in quella thailandese.

### Nazionale
Tra il 2010 ed il 2012 ha totalizzato complessivamente 6 presenze e 5 reti con la nazionale nordcoreana.

## Palmarès

### Club

#### Competizioni nazionali
- Coppa di Lettonia: 1

Daugava: 2008